# Графский проезд (Ялта)
Графский проезд — очень короткая, около 70 м, преимущественно пешеходная улица в Ялте. Проходит между улицами Игнатенко и Карла Маркса. Часть одного из главных туристических маршрутов города.

## История

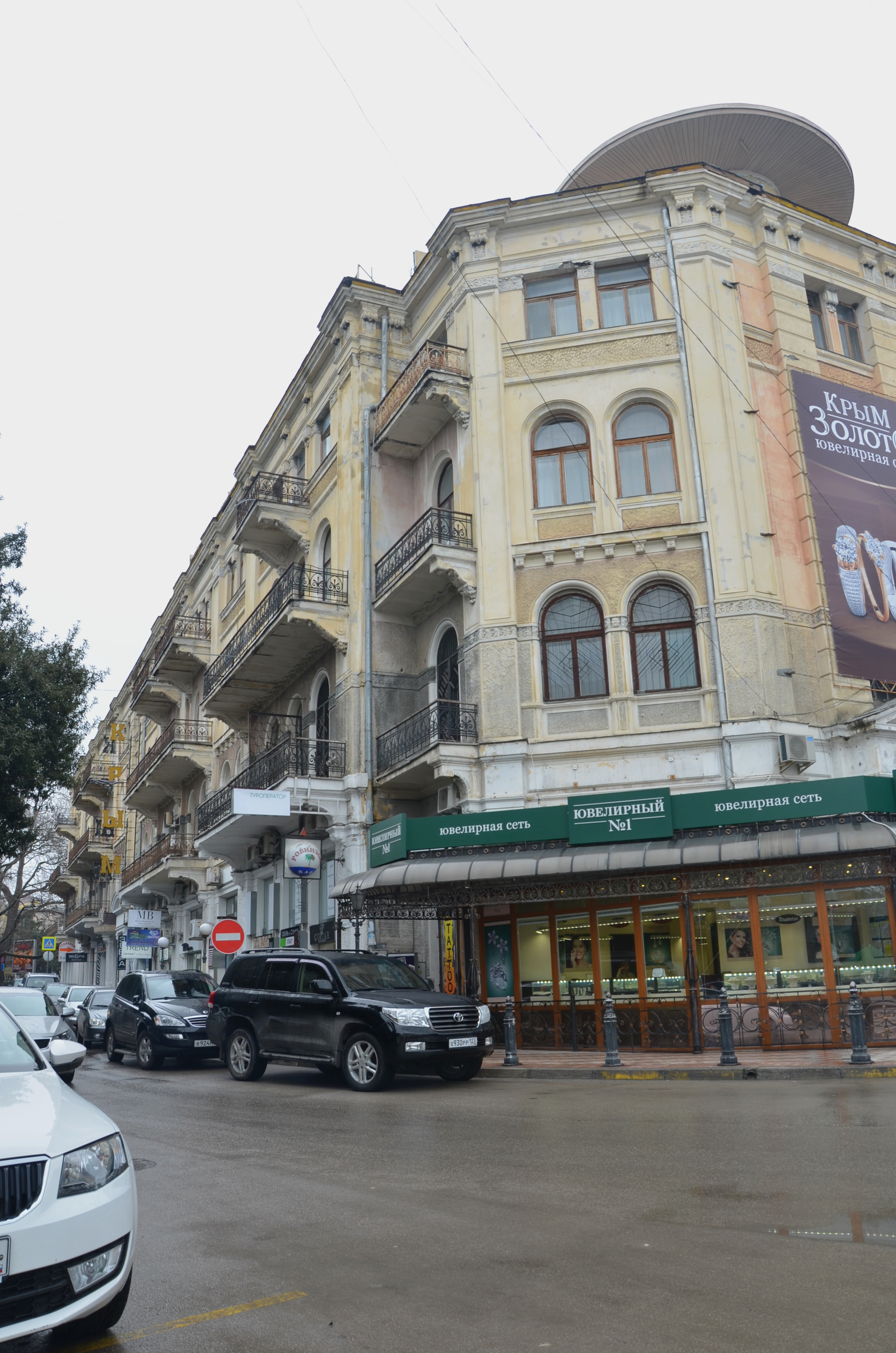
Отель «Крым»

Одна из старейших в городе. В начале XX века берега реки Дерекойки не были оформлены набережными за исключением короткого участка левого берега реки у её впадения в море (Графский проезд).
Название — в честь графов Мордвиновых, владевших землями в районе улицы. Эту часть Ялтинской долины в дар от императрицы Екатерины II получил Николай Семёнович Мордвинов (1755—1845).
Исстари носила торговый характер, находившийся здесь базар уже в начале XX века назывался Старым. Впоследствии была оформлена двумя рядами зданий — доходным домом Мордвинова (ныне — гостиница «Крым») и торговыми рядами.
В советское время название улицы было изменено, а она сама вошла частью в Московскую улицу.

## Достопримечательности
- Торговые ряды графа А. А. Мордвинова[4]
- Пассаж

## Улица в кинематографе
На улице снят ряд эпизодов фильма «Корона Российской империи, или Снова неуловимые»

## Известные жители
Борух Канцеленбоген, легендарный повар